# Oldbury, Warwickshire
Oldbury är en by i civil parish Hartshill, i distriktet North Warwickshire, i grevskapet Warwickshire i England. Byn är belägen 3 km från Atherstone. Oldbury var en civil parish 1866–1986 när det uppgick i Ansley, Hartshill och Mancetter. Civil parish hade 82 invånare år 1961.